# Una claustrocinefilia
Una claustrocinefilia es una película documental italiana de 2022 dirigida por Alessandro Aniballi.
La película fue seleccionada para competir en la sección oficial a la mejor película de la Competencia Internacional en la 24° edición del Buenos Aires Festival Internacional de Cine Independiente.

## Sinopsis
Al principio de la pandemia, un cinéfilo encuentra refugio en el cine del pasado, intentando comprender cómo nació en él esta obsesión. El cine se convierte así en la herramienta para reconstruir la memoria de sí mismo y del mundo exterior.

## Premios y nominaciones
| Premio/Festival de Cine                                   | Fecha del evento                 | Categoría                                | Nominado              | Resultado | Ref.  |
| --------------------------------------------------------- | -------------------------------- | ---------------------------------------- | --------------------- | --------- | ----- |
| Buenos Aires Festival Internacional de Cine Independiente | 19 de abril al 1 de mayo de 2023 | Competencia internacional Mejor película | Una claustrocinefilia | Pendiente | [ 2 ] |